# Thomas Gordon McLeod
Thomas Gordon McLeod, född 17 december 1868 i Lynchburg i South Carolina, död 11 december 1932 i Bishopville i South Carolina, var en amerikansk demokratisk politiker. Han var South Carolinas viceguvernör 1907–1911 och guvernör 1923–1927.
McLeod utexaminerades 1892 från Wofford College och var verksam som advokat och lärare. År 1907 tillträdde han som South Carolinas viceguvernör. Över ett decennium efter att han lämnat viceguvernösämbetet inledde McLeod sedan sin guvernörskampanj. Han lyfte fram utbildningsfrågor och behovet av en mera rättvis egendomsskatt. Han efterträdde 1923 Wilson Godfrey Harvey som guvernör och efterträddes 1927 av John Gardiner Richards.